# توم وليامز (لاعب اتحاد الرغبي)
توم وليامز (بالإنجليزية: Tom Williams)‏ هو لاعب اتحاد الرغبي بريطاني، ولد في 2 أبريل 1991 في بريدجند ‏ في المملكة المتحدة.